# Haplochernes hebridicus
Haplochernes hebridicus är en spindeldjursart som beskrevs av Beier 1940. Haplochernes hebridicus ingår i släktet Haplochernes och familjen blindklokrypare. Inga underarter finns listade i Catalogue of Life.